# Pachythelia magniferella
Pachythelia magniferella är en fjärilsart som beskrevs av Charles Théophile Bruand d’Uzelle 1853. Pachythelia magniferella ingår i släktet Pachythelia och familjen säckspinnare. Inga underarter finns listade i Catalogue of Life.